# 연대 (제주특별자치도)
연대(煙臺)는 횃불과 연기를 이용하여 정치·군사적으로 급한 소식을 전하던 통신수단이다. 1974년 4월 3일 제주특별자치도의 기념물 제23호로 지정되었다.

## 개요
연대는 횃불과 연기를 이용하여 정치·군사적으로 급한 소식을 전하던 통신수단을 말한다. 봉수대와는 기능면에서 차이가 없으나 연대는 주로 구릉이나 해변지역에, 봉수대는 산 정상에 설치하였다. 낮에는 연기로, 밤에는 횃불로 신호 하였는데, 이곳 제주도에는 봉수 24개소, 연대 38개소가 있다.
제주도 해안선 곳곳에 돌로 쌓아 만든 연대는 모양이 각진 네모꼴을 이루고 있으며, 한편에는 계단을 두어 오르내릴 수 있도록 하였다.
연대에는 별장 6명과 봉군 12∼36명이 배치되어, 3개조로 나누어 3교대로 24시간을 지켰다.

## 참고 문헌
- 연대 - 국가유산청 국가유산포털